# Herlev Rebels 2021
Questa voce raccoglie le informazioni riguardanti gli Herlev Rebels nelle competizioni ufficiali della stagione 2021.

## 1. division 2021

### Stagione regolare
| Frederikssund 15 maggio 2021, ore 14:00 1ª giornata | Frederikssund Oaks | 13 – 28 referto | Herlev Rebels | Frederikssund Idrætsby |

| Herlev 23 maggio 2021, ore 14:00 2ª giornata | Herlev Rebels | 30 – 8 referto | Avedøre Monarchs | Kildegårdsskolen |

| Kastrup 19 giugno 2021, ore 14:00 6ª giornata | Amager Demons | 36 – 64 referto | Herlev Rebels | Tårnby Stadion |

| Herlev 14 agosto 2021, ore 14:00 8ª giornata | Herlev Rebels | 50 – 0 (a tavolino) referto | Midwest Musketeers | Kildegårdsskolen |

| Herlev 28 agosto 2021, ore 14:00 10ª giornata | Herlev Rebels | 36 – 0 referto | Ørestaden Spartans | Kildegårdsskolen |

| Holstebro 4 settembre 2021, ore 14:00 11ª giornata | Holstebro Dragons | 24 – 62 referto | Herlev Rebels | Idrætscenter Vest |

### Playoff
| Herlev 25 settembre 2021, ore 13:00 Semifinale | Herlev Rebels | 12 – 7 referto | Odense Badgers | Kildegårdsskolen |

| Viby J 10 ottobre 2021, ore 14:00 Finale | Aarhus Tigers | 58 – 14 referto | Herlev Rebels | Bøgeskov Idrætsanlæg |

## Statistiche di squadra
| Competizione      | %Vittorie | In casa | In casa | In casa | In casa | In casa | In casa | In trasferta | In trasferta | In trasferta | In trasferta | In trasferta | In trasferta | Totale | Totale | Totale | Totale | Totale | Totale |
| Competizione      | %Vittorie | G       | V       | N       | P       | Pf      | Ps      | G            | V            | N            | P            | Pf           | Ps           | G      | V      | N      | P      | Pf     | Ps     |
| ----------------- | --------- | ------- | ------- | ------- | ------- | ------- | ------- | ------------ | ------------ | ------------ | ------------ | ------------ | ------------ | ------ | ------ | ------ | ------ | ------ | ------ |
| Stagione regolare | 1.000     | 3       | 3       | 0       | 0       | 116     | 8       | 3            | 3            | 0            | 0            | 154          | 73           | 6      | 6      | 0      | 0      | 270    | 81     |
| Playoff           | .500      | 1       | 1       | 0       | 0       | 12      | 7       | 1            | 0            | 0            | 1            | 14           | 58           | 2      | 1      | 0      | 1      | 26     | 65     |
| Totale            | .875      | 4       | 4       | 0       | 0       | 128     | 15      | 4            | 3            | 0            | 1            | 168          | 131          | 8      | 7      | 0      | 1      | 296    | 146    |